# Ivo Tijardović
Ivo Tijardović, hrvaški skladatelj, pisatelj, baletnik, slikar in režiser, * 18. september 1895, Split, † 19. marec 1976, Zagreb, Hrvaška. 
Od januarja 1943 do neznanega datuma istega leta je predsedoval začasnemu pokrajinskemu narodnoosvobodilnemu odboru Dalmacije.

## Delo
Njegovo najpriljubljenejše in znano delo je opereta v treh dejanjih Mala Floramye. 
Ostala dela so: 
- operete 
  - Splitski akvareli
  - Maršal Marmont
  - Doživljaj iz Šanghaja
  - Pierrot Ilo
  - Kraljica žoge
  - Jurek in Štefek

- opera
  - Dimniki ob Jadranu